# 28. siječnja
28. siječnja (28. 1.) 28. je dan godine po gregorijanskom kalendaru.
Do kraja godine ima još 337 dana (338 u prijestupnoj godini).

## Događaji
- 1521. – Sazvan je državni Sabor u Wormsu radi rasprave o Martinu Lutheru i protestantskoj reformaciji u Svetom Rimskom Carstvu.
- 1573. – Izbila seljačka buna pod vodstvom Matije Gupca.
- 1855. – Lokomotiva na Panamskoj željeznici napravila je prvi svjetski transkontinentalni prelazak.
- 1871. – Predajom Francuske završen francusko-pruski rat.
- 1878. – S radom počela prva telefonska centrala postavljena u New Heavenu.
- 1915. – Formirana američka Obalna straža.
- 1918. – Pobunjenici su preuzeli kontrolu nad Helsinkijem, prisilivši finski Senat na podzemlje tijekom Finskog građanskog rata.
- 1921. – Simbolična grobnica neznanom vojniku postavljena je ispod Slavoluka pobjede u Parizu.
- 1932. – Drugi svjetski rat: Japan okupirao Šangaj (Kina).
- 1935. – Island postao prva država koja je legalizirala pobačaj.
- 1965. – Tvrtka General Motors ostvarila najveću godišnju zaradu u povijesti američkih tvrtki.
- 1971. – Objavljena Sarajevska deklaracija o hrvatskom jeziku[1]
- 1986. – Nakon polijetanja eksplodirao Space Shuttle Challenger, poginulo svih sedam astronauta.
- 1992. – Barkasa Hrvatske ratne mornarice naletjela na minu tijekom razminiranja pristupa ratnoj luci Lora. Poginuli su Darko Jurišin i Nikola Prleta.
- 2007. – Grb i zastava Federacije Bosne i Hercegovine stavljeni izvan snage, s obrazloženjem da ne predstavljaju sva tri bosansko-hercegovačka naroda.

| - 1717. – Mustafa III., turski sultan († 1774.) - 1802. – Ilija Vidošević, hrvatski franjevac († 1867.) - 1813. – Ivan Vukić, pomorski časnik i izumitelj torpeda († 1875.) - 1831. – Mihovil Pavlinović, hrvatski političar († 1887.) - 1853. – José Julian Marti, kubanski pjesnik († 1895.) - 1853. – Vladimir Solovjov, ruski filozof i pjesnik († 1900.) - 1887. – Arthur Rubinstein, američki pijanist poljskog porijekla († 1982.) - 1893. – Aleksa Benigar, slovensko-hrvatski svećenik († 1988.) - 1909. – Colin Munro MacLeod, kanadsko-američki genetičar († 1972.) - 1912. – Jackson Pollock, američki slikar († 1956.) - 1934. – Tomislav Petranović Rvat, hrvatski slikar († 2021.) - 1945. – Helga Vlahović, hrvatska televizijska voditeljica, producentica i novinarka († 2012.) - 1948. – Mihail Barišnjikov, rusko-američki baletan - 1948. – Dragutin Pasarić, hrvatski povjesničar i novinar († 2021.) - 1957. – Borislav Leiner, hrvatski glazbenik - 1971. – Mario Biondi, talijanski pjevač - 1976. – Rick Ross, američki reper i tekstopisac - 1981. – Marko Babić, hrvatski nogometaš - 1982. – Michaël Guigou, francuski rukometaš | - 814. – Karlo Veliki, franački car (* 747.) - 1547. – Henrik VIII., kralj Engleske i Irske (* 1491.) - 1596. – Francis Drake, engleski admiral i istraživač (* 1540.) - 1915. – Antun Korlević, hrvatski biolog (* 1841.) - 1939. – William Butler Yeats, književnik (* 1865.) - 1957. – Kvirin Klement Bonefačić, hrvatski biskup (* 1870.) - 2001. – Ranko Marinković, hrvatski književnik i dramski pisac(* 1913.) - 2002. – Astrid Lindgren, švedska književnica (* 1907.) - 2004. – Artur Takač, hrvatski sportski djelatnik (* 1918.) - 2008. – Ana Bešlić, hrvatska kiparica iz Vojvodine (* 1912.) - 2013. – Anđela Potočnik, hrvatska folklorna umjetnica (* 1933.) - 2016. – Nada Subotić, hrvatska glumica (* 1931.) |

## Blagdani i spomendani
- Toma Akvinski

## Imendani
- Tomislav
- Tomo